# روسا بونهور
روسا بونهور (Rosa Bonheur) رسامة واقعية ونحاتة فرنسية. اشتهرت بإثنين من أعمالها، الأول حراثة في نيفرنيس التي تصور مجمرعة من الثيران تحرث الأرض، اقيمت في قاعة باريس 1848 وهي الآن متحف اورساي في باريس. كان معظم زوار المعرض من الفلاحين الذين حضروا لمشاهدة المناظر الطبيعية الرعوية الشاسعة. العمل الثاني كان معرض الخيل الذي اقيمت للسنوات 1855-1858 وهو الآن متحف متروبوليتان للفنون في نيويورك. تعتبر روسا بونهور الرسامة الأشهر في القرن التاسع عشر.

## نشأتها
ولدت ماري روزالي بنهور في 16 مارس 1822 في بوردو، جيروند، فرنسا. كانت الطفلة الأكبر في عائلة من الفنانين. وكان والدها أوسكار ريمون بنهور رساما للمناظر الطبيعية والصور الشخصية.أصبح والدها صديقا لفرانسيسكو غويا عندما كان غويا في المنفى في بوردو في 1820s. تعلق أوسكار ريمون مبكرا بالحركة السانسايمونيةوهي طائفة مسيحية اشتراكية كانت تروج لتعليم النساء إلى جانب الرجال. تنبأ سان سايمون أيضا مجيء المسيح الإناث. كانت والدتها صوفي (ني ماركيز) الjي توفيت عندما كان روسا بنهور في الحادية عشر من عمرها، مدرسة للبيانو. من الأشقاء الأصغر سنا لبنهور: رسامي الحيوان أوغست بنهور وجولييت بنهور نحات الحيوانات إيزيدور جول بنهور. كانت عائلة بنهور شهيرة بفنانيها، حتى أن فرانسيس غالتون، ابن عم تشارلز داروين، استخدم عائلة بونهور كمثال على «العبقرية الموروثة» في كتابه سنة 1869 الذي يحمل مقالا تحت نفس العنوان.
سافرت روسا مع امها واخوانها إلى باريس سنة 1828 عندما كانت في السادسة من عمرها، وكان والدها فد سبقهم إلى باريس قبل مدة للحصول على عمل ولتأمين ظروف الكعيشة لهم. وحسب أقوال عائلتها فقد كانت طفلة عنيدة وكانت تعلمها القراءة فترة صعبة، وحتى أنها قبل ان تتمكن من الكلام كانت تخطط لساعات بالورقة والقلم. ولكي تعالج والدتها هذه الحالة علمتها ان تكتب وترسم لكل حرف صورة لحيوان من اختيارها، وبهذه الطريقة نمت عندها حبها لرسم الحيوانات.
ارسلت روسا إلى المدرسة مثل بقية اخوانها، الا انها كانت مشاغبة جدا فطردت من مدارس عديدة، واخيرا وبعد محاولات عديدة لتعليمها الخياطة فرر ريموند ان يتولى تعليمها الرسم بنفسه. كانت في الثانية عشرة من عمرها في ذلك الوقت وكانت صغيرة جدا لتقبل في مدرسة الفنون الجميلة حتى وان قبلوا النساء. كان تقليديا في ذلك الوقت ان يبدأ الرسام المبتدئ برسم نسخ من الصور على أغلفة المخلدات ورسم المخططات لمجسمات مصنوعة من الجص. ومع تقدمها في الرسم بدأت روسا تدرس الحيوانات المحلية مثل الخيول، الخرفان، الأبقار، الماعز، الأرانب وغيرها التي كانت متواجدة في المراعي أطراف باريس.
عندما بلغت الرابعة عشرة بدأت بعمل نسخ من لوحات متحف اللوفر فنسخت لوحات رسامين كبار أمثال نيكولاس بوسين، بيتر بول روبينز، باولوس بوتر، فرانس بوربوس الشاب، لويس لوبولد روبرت، سالفاتور لوسا وكارل دوجارتين. كما أنها درست تشريح الحيوانات وعلم العظام من خلال زيارتها لمجازر باريس وقامت بتشريح بعض الحيوانات في المعهد الوطني للطب البيطري في باريس.

### النجاح المبكر
حصلت روسا بونهور على أول مهمة لها من قبل الحكومة الفرنسية والتي قادتها لنجاح كبير وهي الحراثة في نوفرنيس والتي عرضت سنة 1849. العمل الفني الأكثر شهرة هي معرض الخيل والتي اكتملت سنة 1955 بأبعاد ثمانية أقدام طولا وستة عشر قدما عرضا. يتناول موضوع اللوحة سوق الخيول الذي أقيم في باريس قرب أحد المستشفيات التي تظهر على يسار اللوحة. لقد أخذت هذه اللوحة شهرة عالمية وسافرت في نفس السنة إلى ايرلندة والتقت بالاميرة فكتوريا التي أظهرت إعجابها بلوحاتها وفي اسكتلندة أكملت مخططات أعمالها الأخرى منها الغارة الاسكتلندية وراعي هايلاند التي تصور طريقة الحياة في المرتفعات الاسكتلندية والتي اختفت قبل حوالي قرن من الآن.

## أعمالها
- الحراثة في نوفرتيس 1949
- معرض الخيل 1852-1955
- راعي هايلاند 1859
- تغير المروج 1868
- ملك القطيع 1868
- عبور البغال الإسبانية لجبال البرانس 1875
- فطام العجول 1879
- صيد الأفراس 1887
- صورة للكولونيل وليام فريديريك كودي 1889

كانت روزا بونور مثلية لجنس بالرغم أنها لم تعرف عن نفسها بشكل رسمي ولكن علاقاتها كانت واضحة، حيث وقعت بحب ناتالي ميكاس ووالرسامة آنا كلومبكي والجدير بالذكر أنها رفضت النموذج الأبوي للحياة واختارت أن تقفز فوق الحواجز الاجتماعية.

## أعمال مختارة

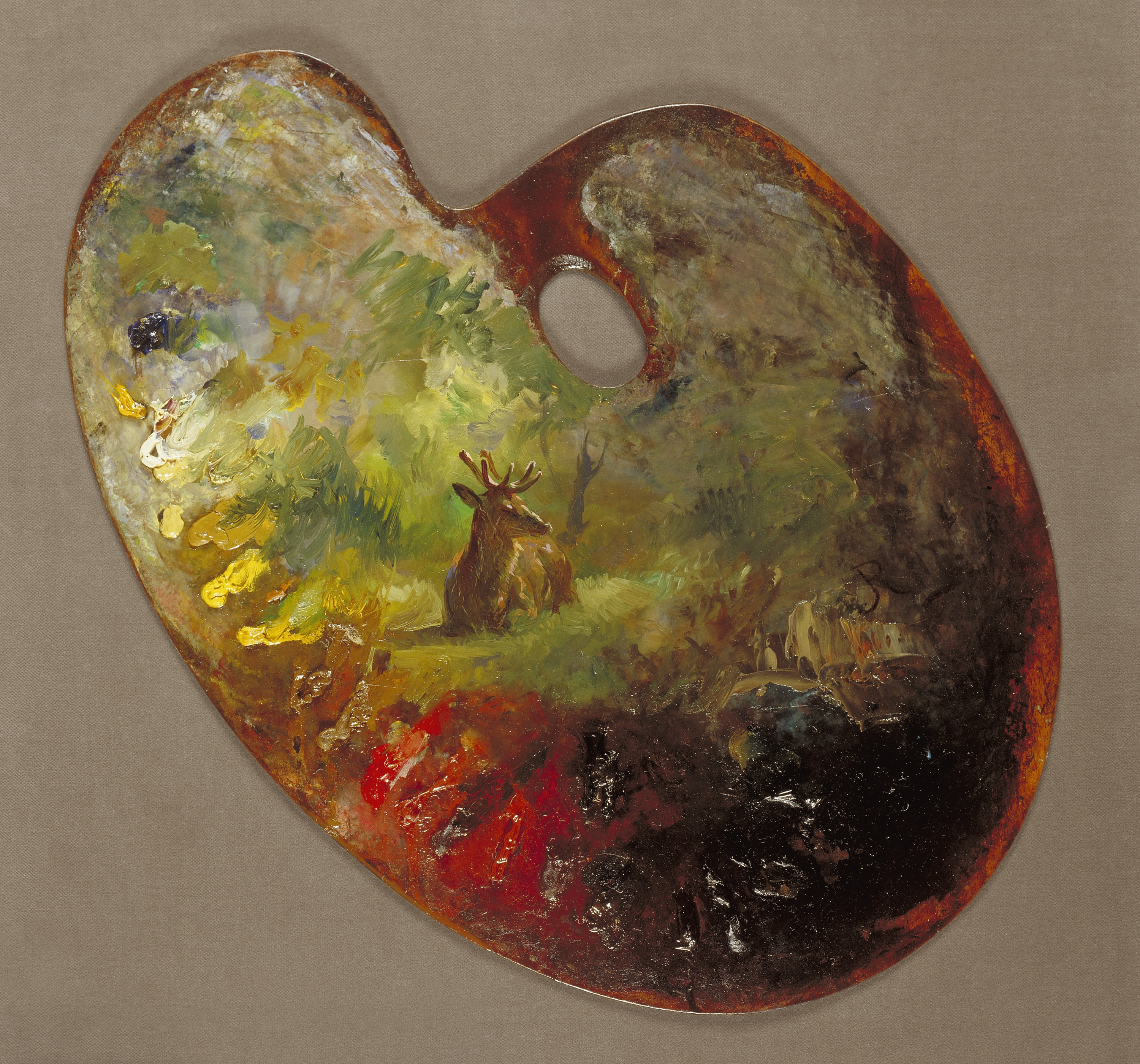
لوحة ألوان الرسام Palette
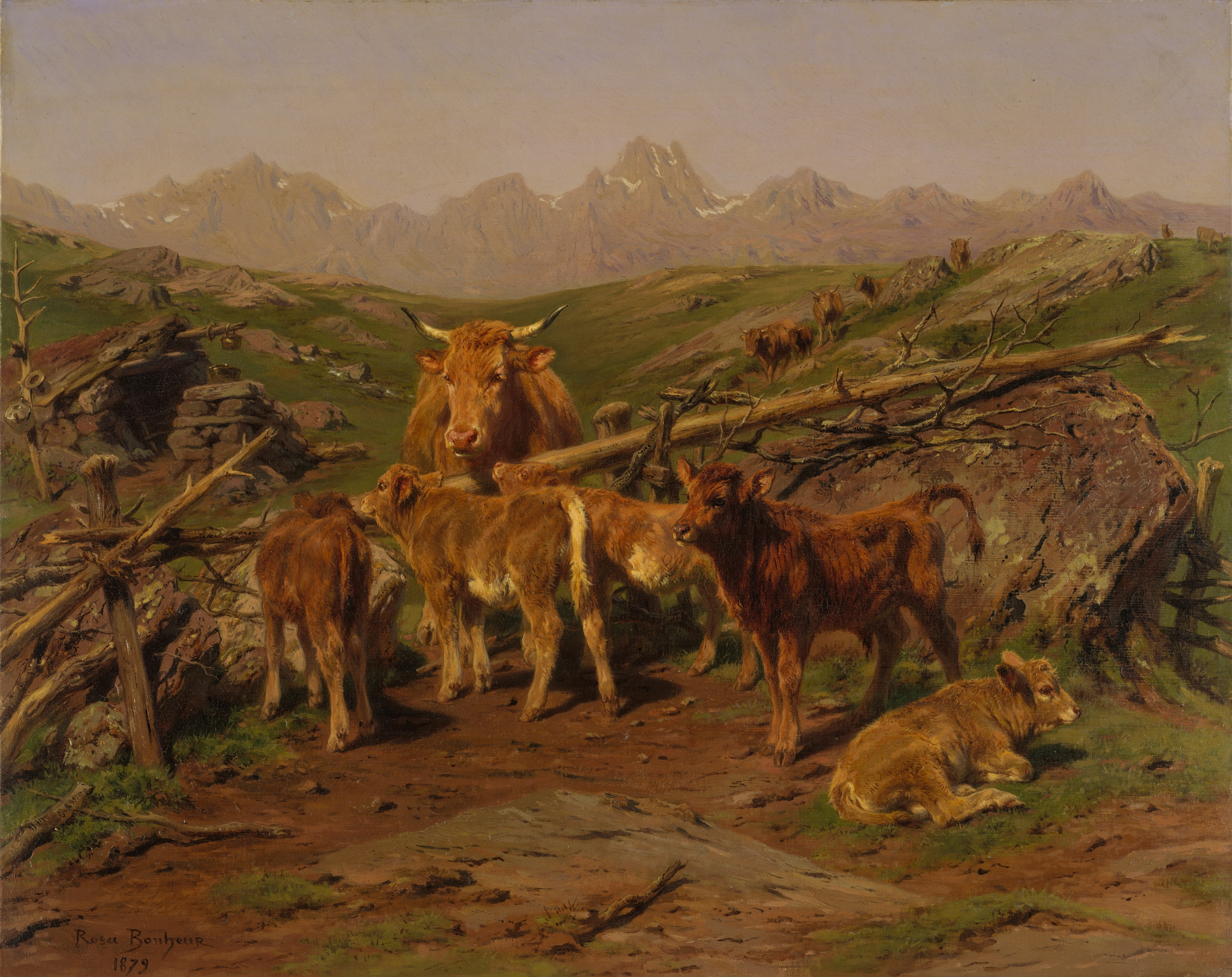
فطام العجول Weaning the Calves,
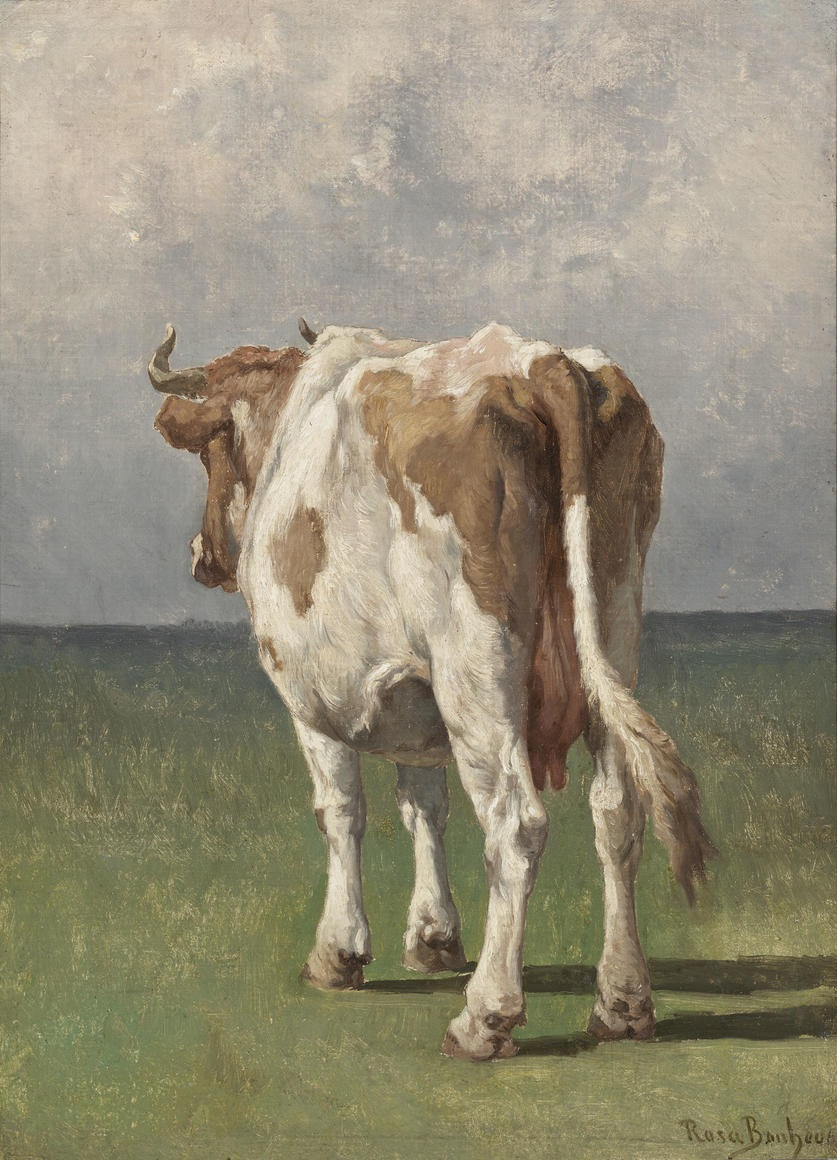
دراسة بقرة Study of a Cow. Courtesy Figge Art Museum.
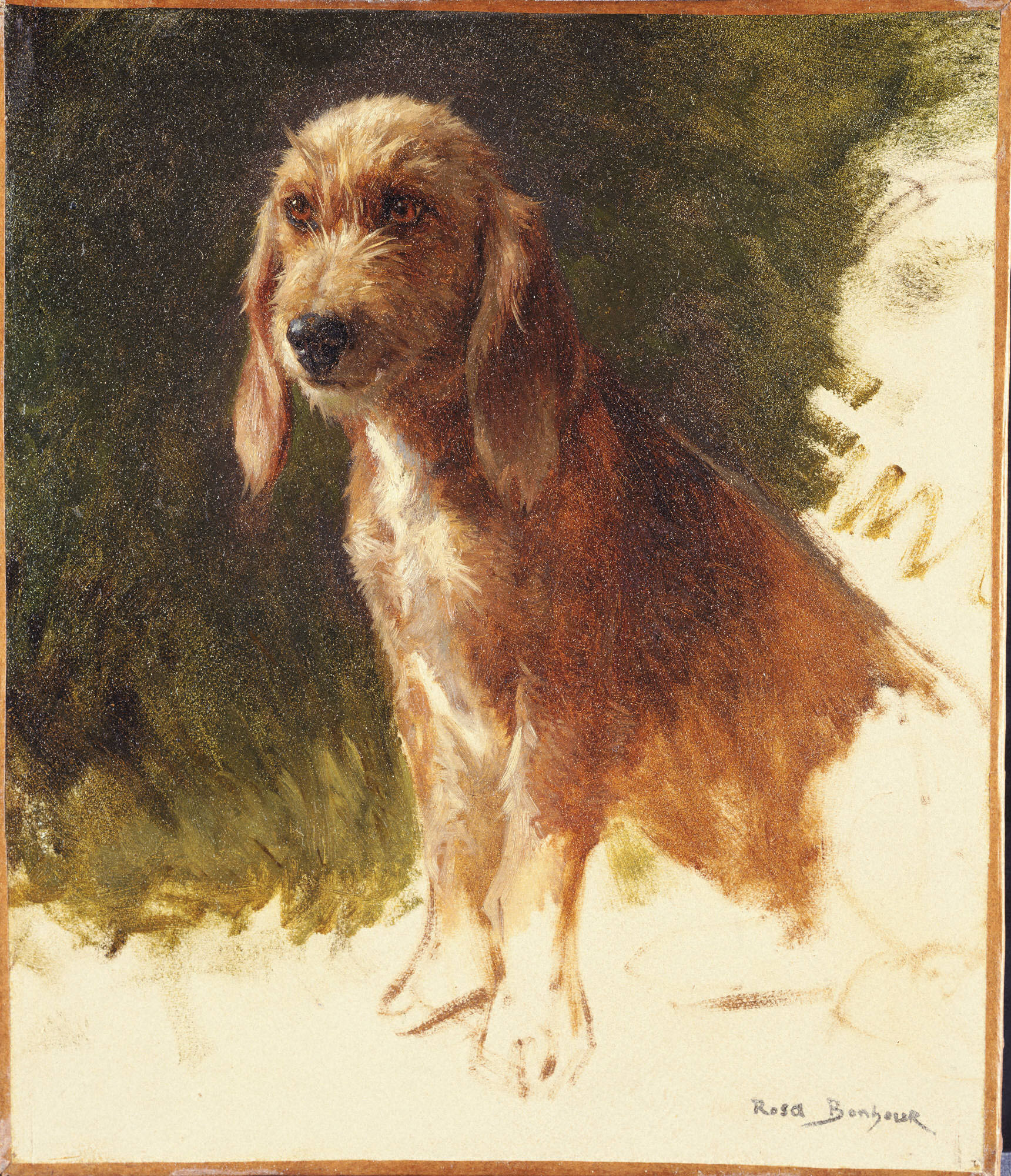
دراسة كلب Study of a Dog, possibly 1860s, متحف الفنون في جامعة برنستون  [لغات أخرى]‏
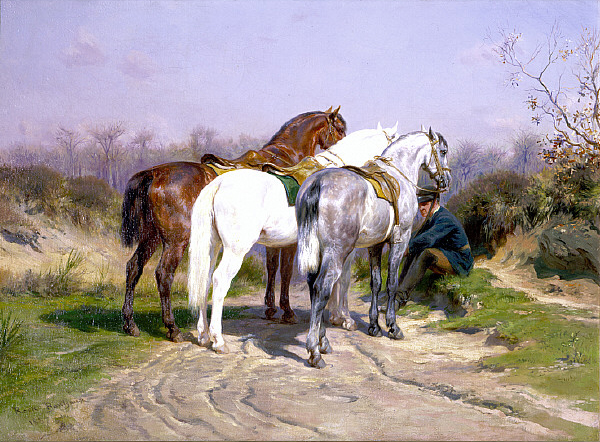
صيد الأفراس Relay Hunting
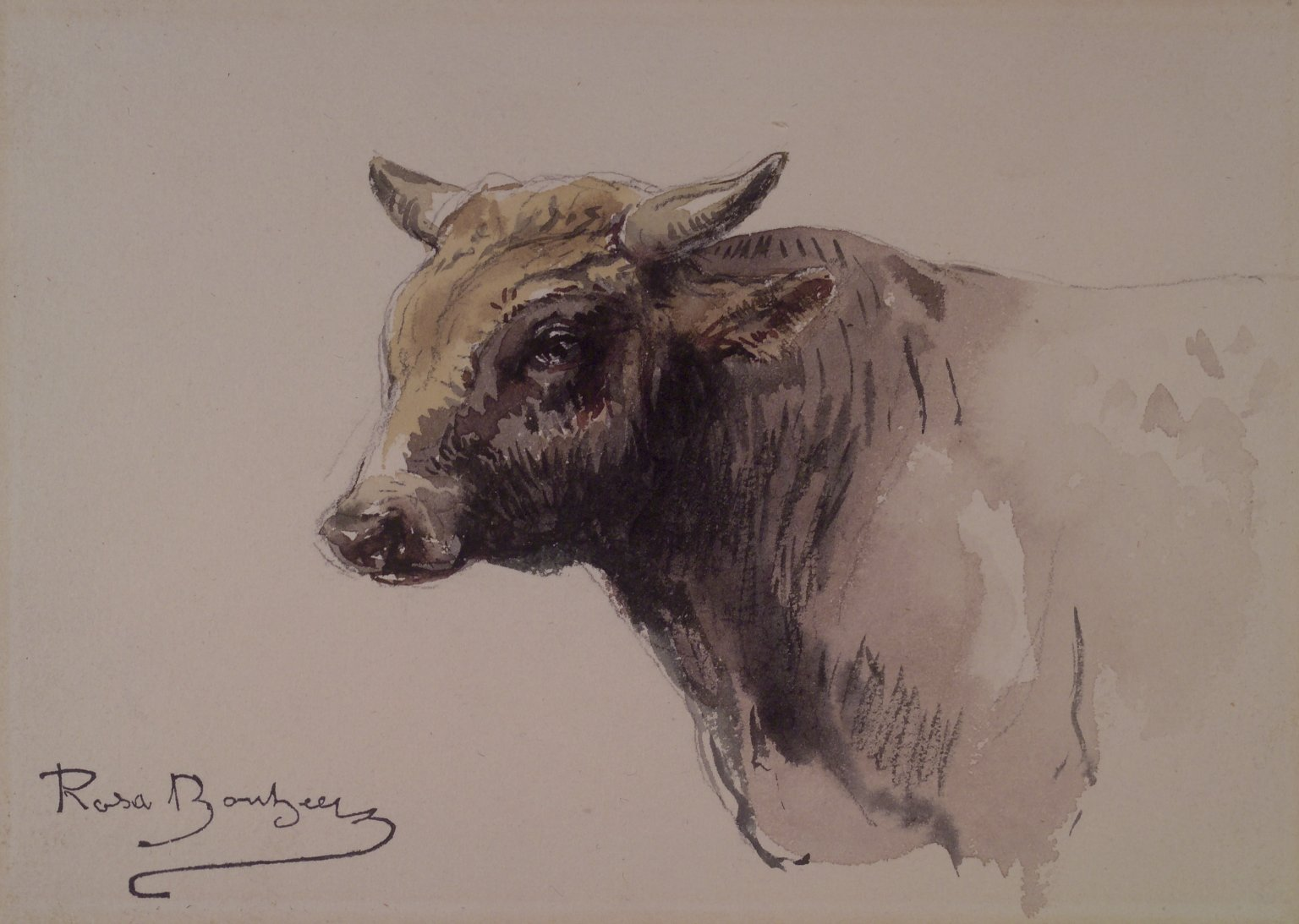
رأس بقرة Head of a Bull. متحف بروكلين
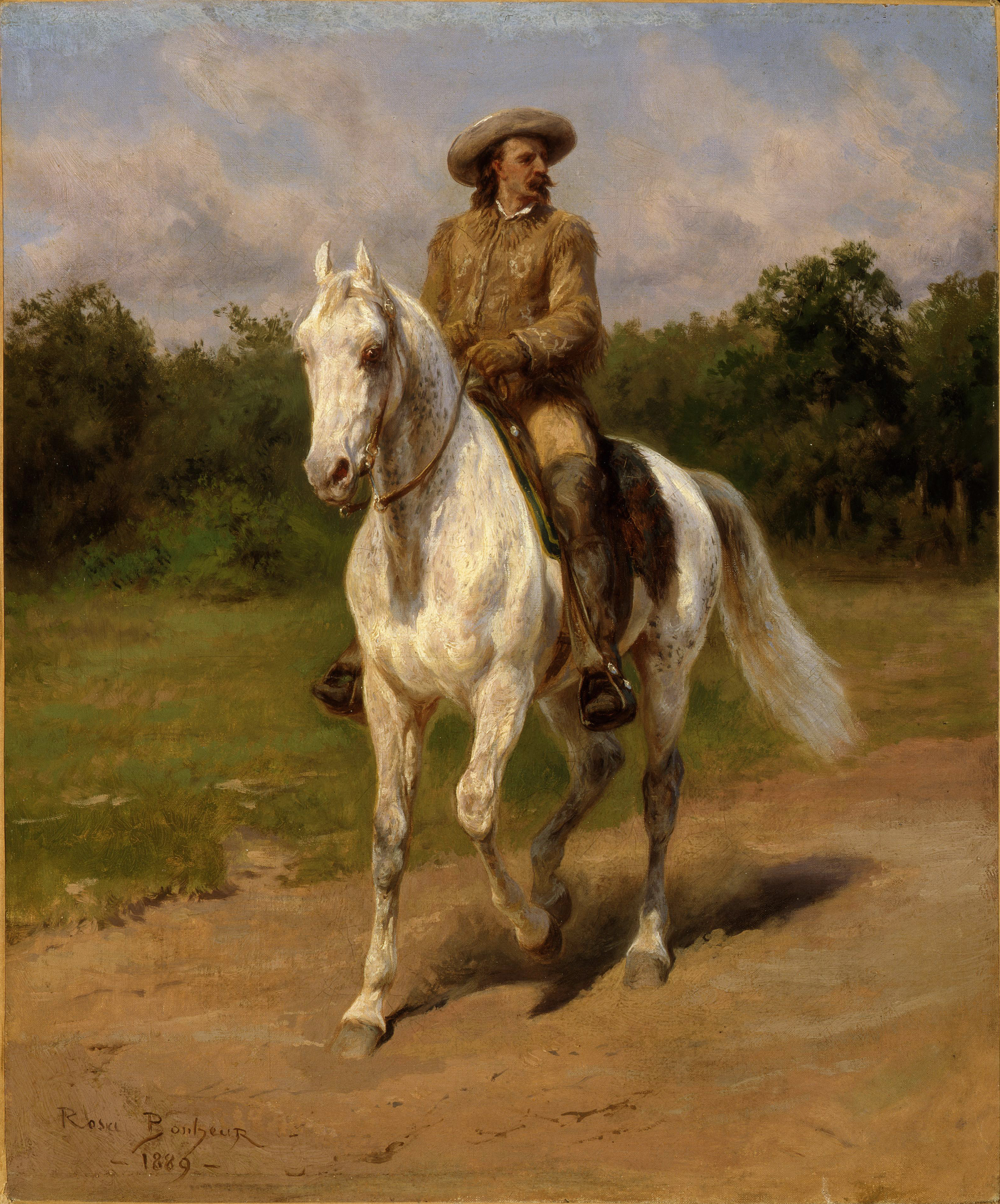
صورة الكولونيل وليام كودي Portrait de Col. بوفالو بيل
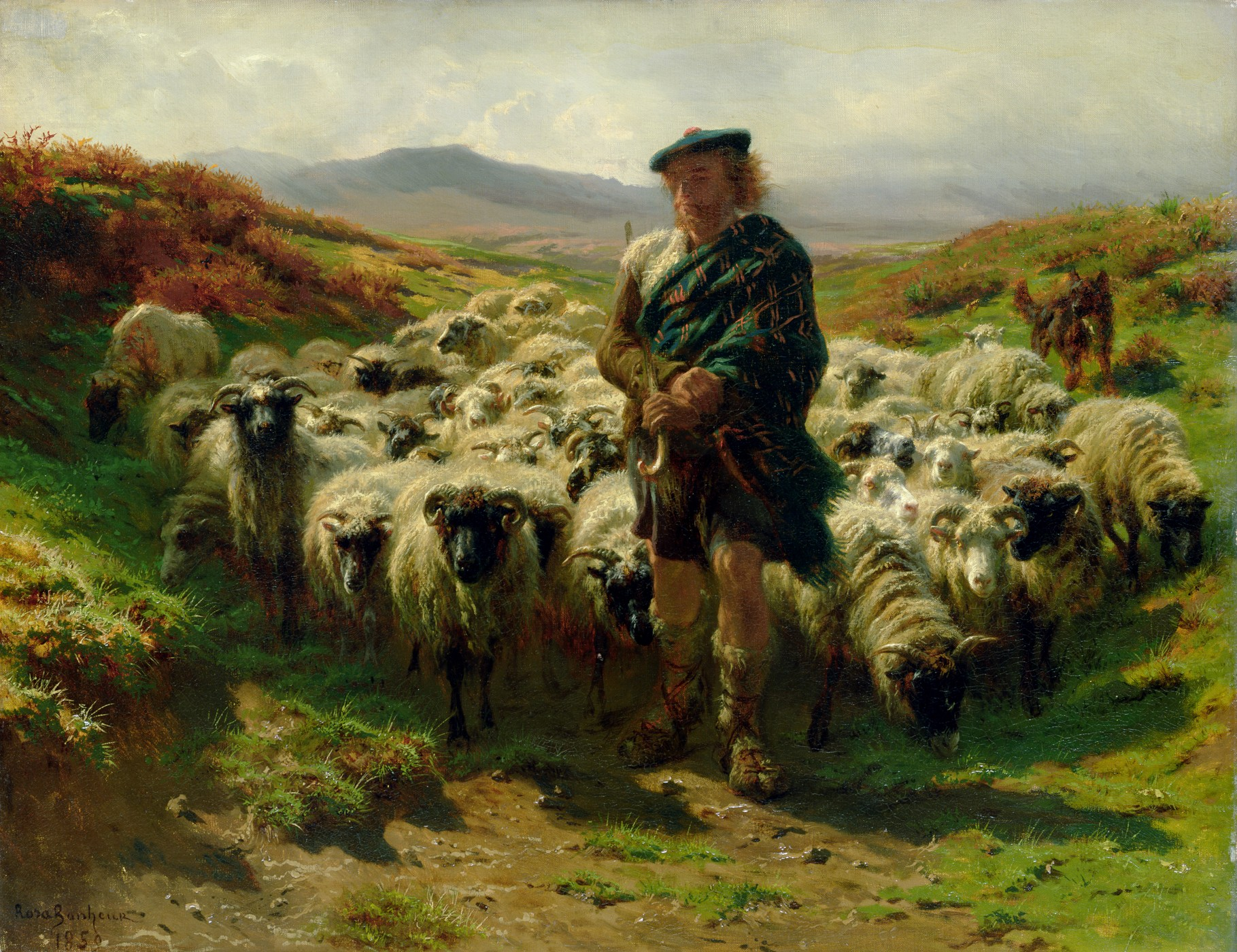
راعي هايلاند The Highland Shepherd
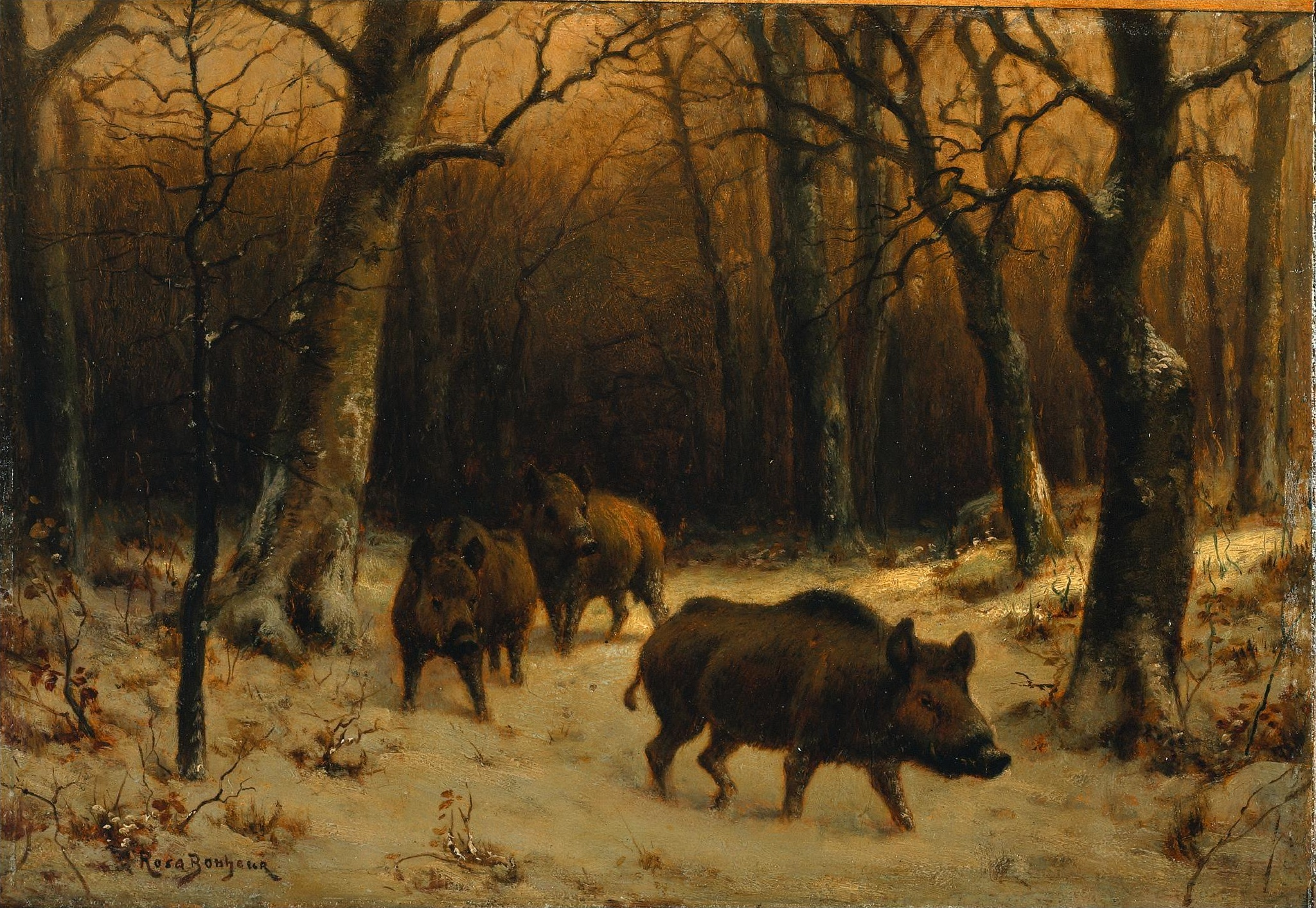
Sangliers dans la neige, or  خنزير بري في الثلج Wild boars in the snow.
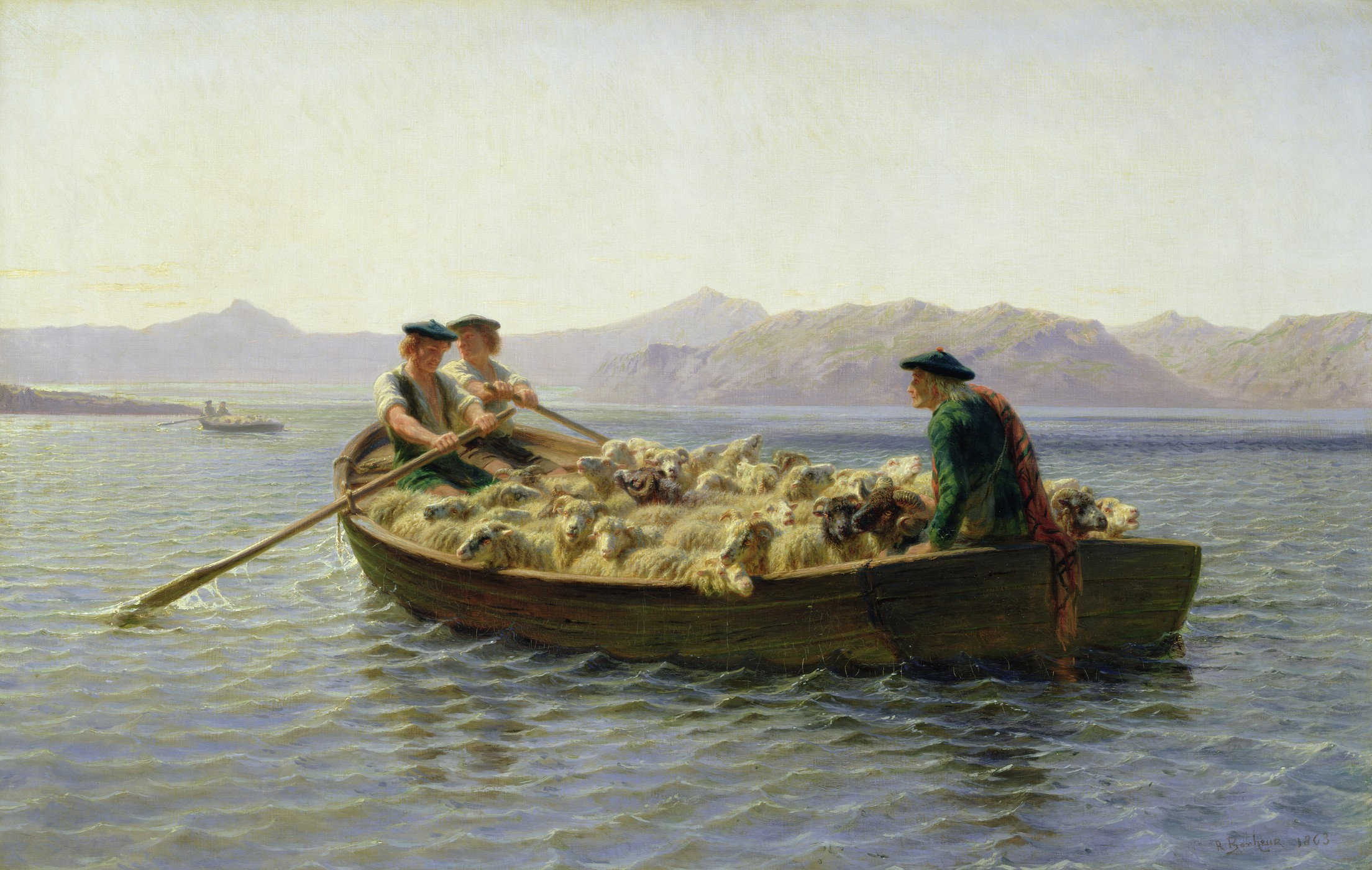
Changement de pâturages,  تغيير المروج Changing of meadow
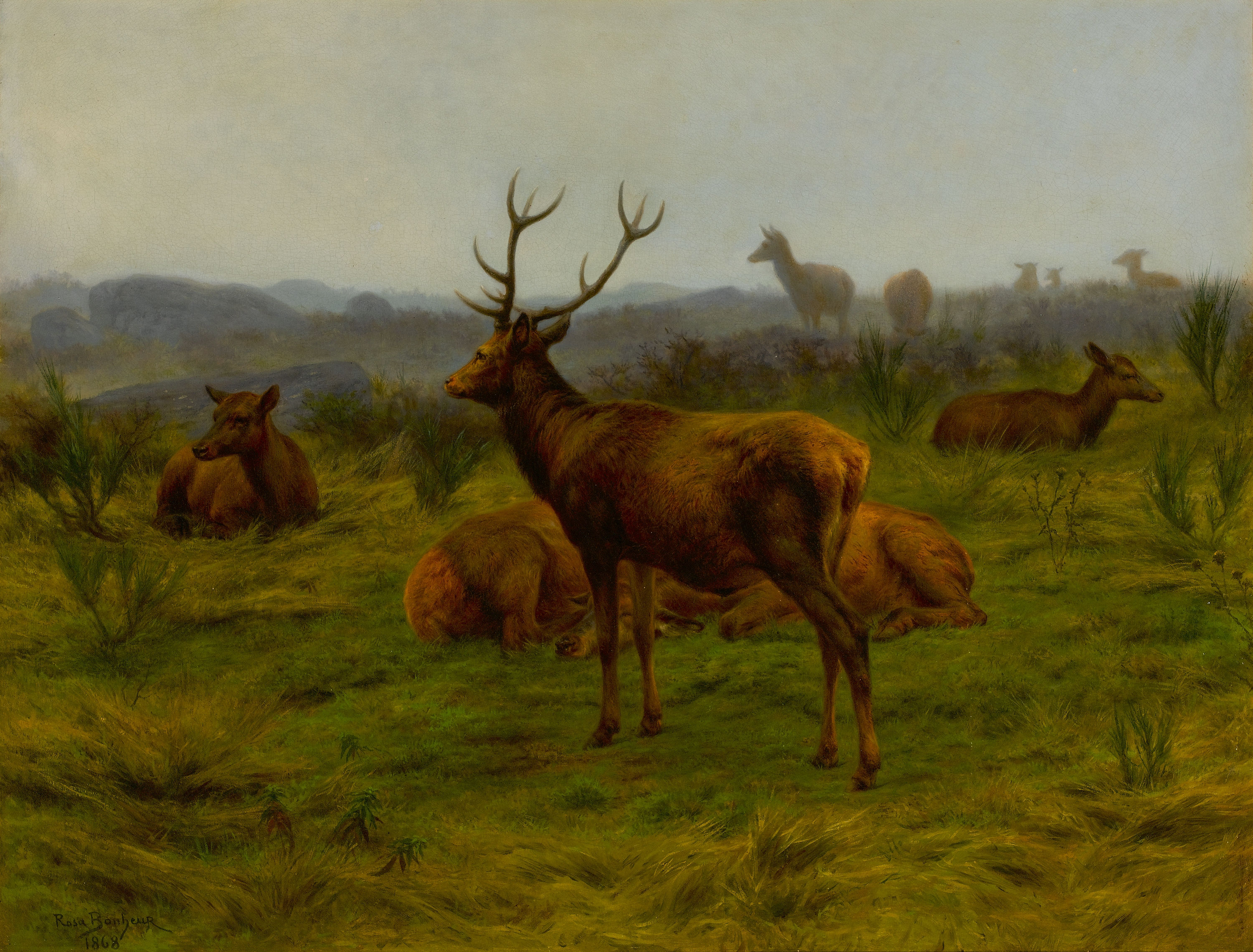
Le monarque de la meute,  ملك القطيع The Monarch of the herd
عبور البغال الإسبانية للبرانس Muletiers espagnols traversent les Pyrénées, or Spanish muleteers crossing the Pyrenees
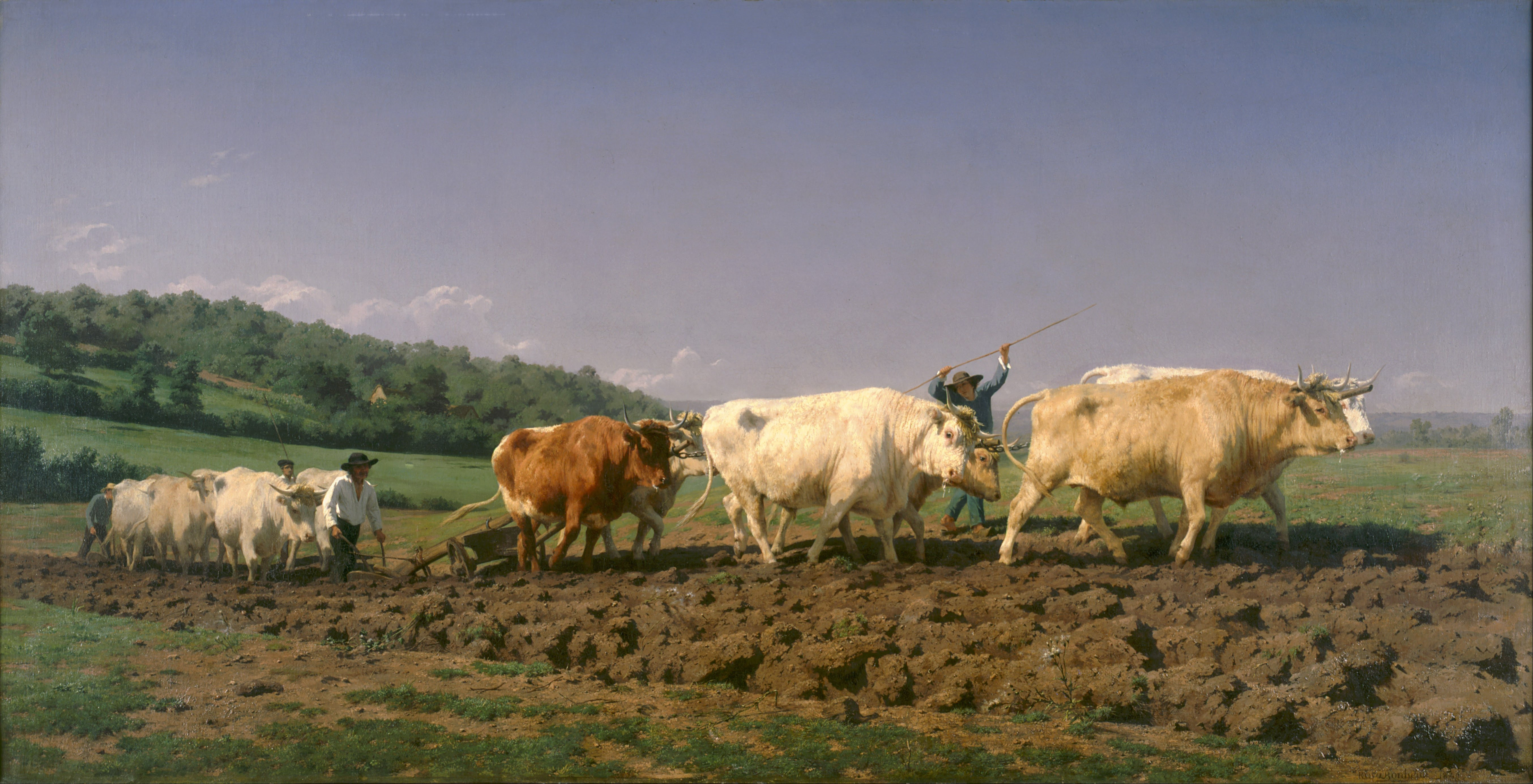
الحراثة في نيفيرس Ploughing in Nevers
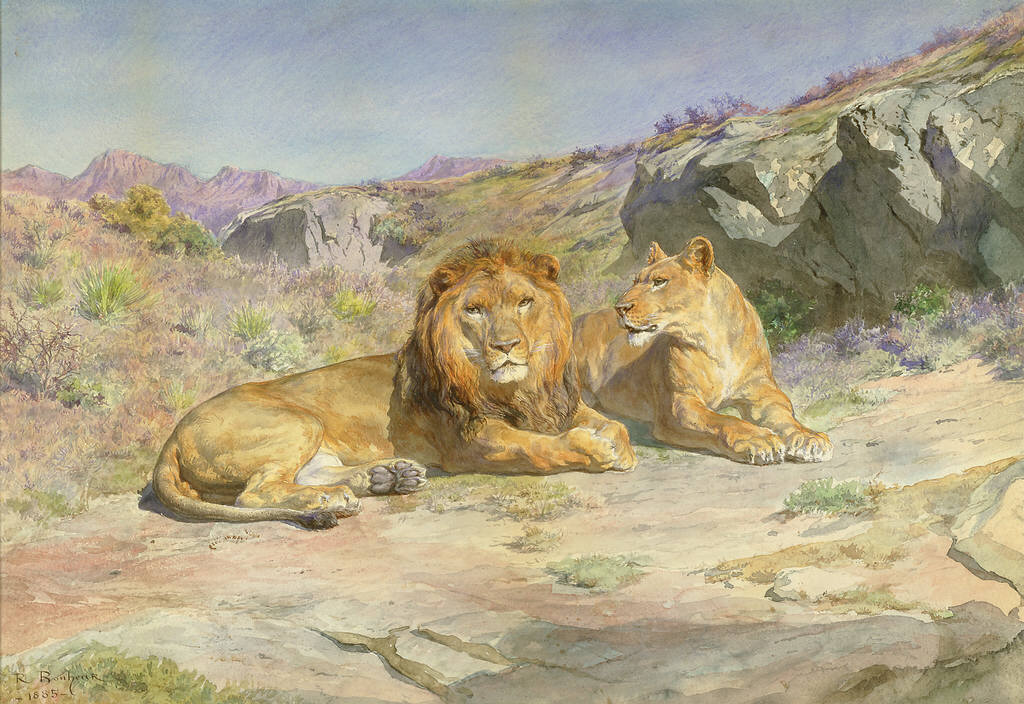
المنزل الملكي Royale à la maison

## روابط خارجية
- روسا بونهور على موقع الموسوعة البريطانية (الإنجليزية)
- روسا بونهور على موقع إن إن دي بي (الإنجليزية)